# نهر نساديو
نهر نيساديو هو نهر في كاليدونيا الجديدة. تبلغ مساحته 87 كيلومترًا مربعًا. 

## أنظر أيضا
- قائمة أنهار كاليدونيا الجديدة